# Neufchâtel-en-Saosnois
Neufchâtel-en-Saosnois là một xã thuộc tỉnh Sarthe trong vùng Pays-de-la-Loire phía tây bắc nước Pháp. Xã này nằm ở khu vực có độ cao từ 121-306 mét trên mực nước biển.
Phế tích của nhà thờ Perseigne nằm ở xã này.